# Педагогічний музей

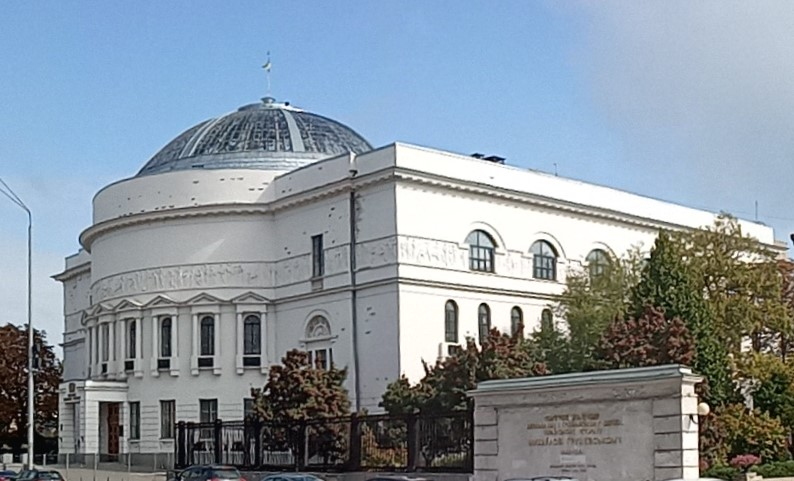
Київський міський будинок учителя, в якому розміщено педагогічний музей

Педагогічний музей — музей у Києві, підпорядкований Національній академії педагогічних наук України. Розміщується у споруді Київського міського будинку вчителя по вул. Володимирській, 57. Створений 1901 року.
У світі мало музеїв такого типу: музей дитинства у Франції, музеї дидактичної (розвивальної) іграшки в Росії та в Англії, педагогічні музеї у Вільнюсі, у Тбілісі та в Софії (Болгарія).

## Історія

### Заснування музею

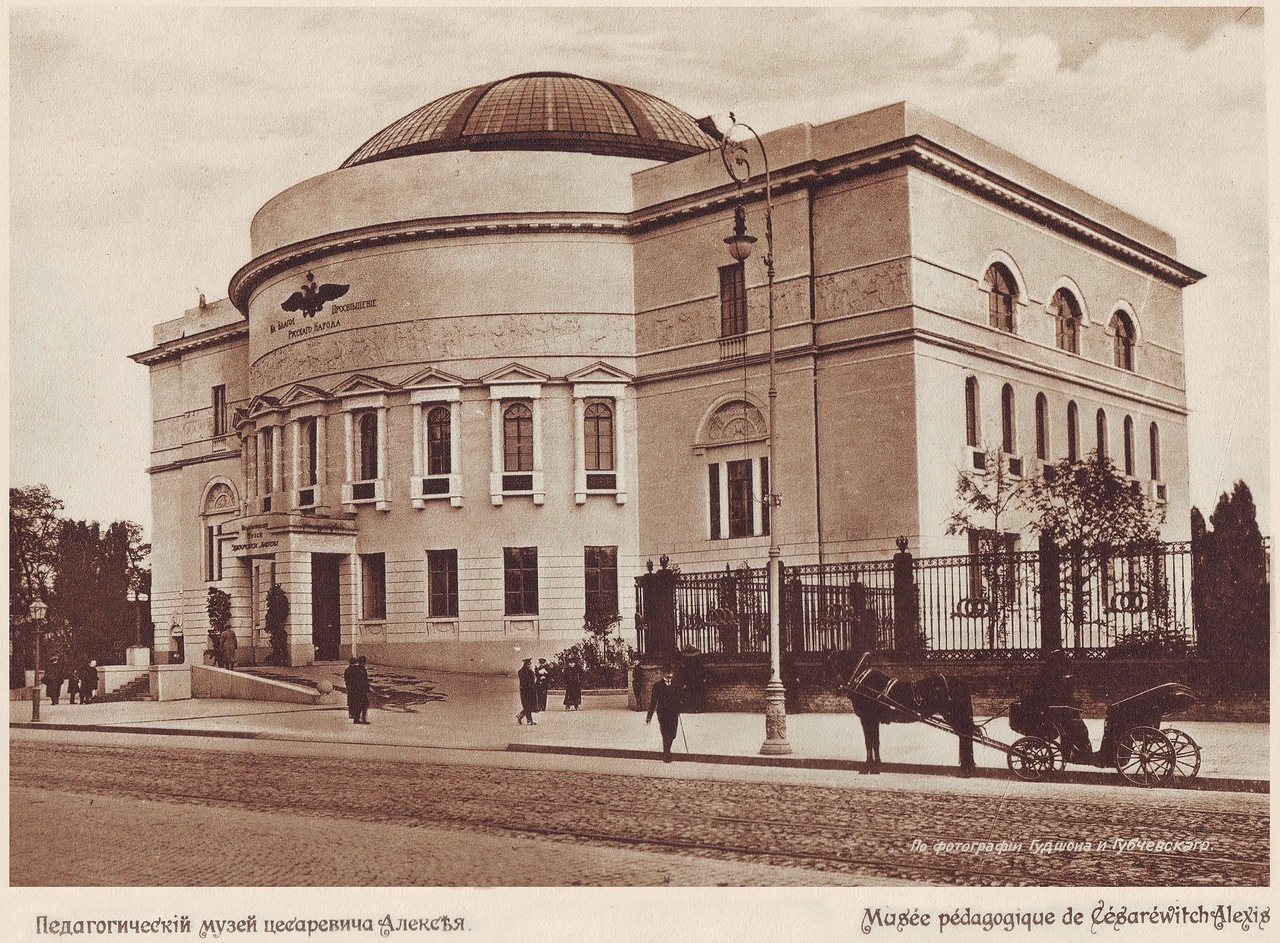
Педагогічний музей цесаревича Олексія, поч. 1910-х

Педагогічний музей було створено в Києві в 1901 році. Вже 1902 року музей розпочав свою діяльність. Впродовж першого десятиліття свого існування він містився в приміщеннях різних навчальних закладів і в приватних будинках, зокрема у приміщенні Троїцького народного дому (тепер тут театр оперети), Вищих жіночих курсів по вул. Фундуклеївській (вул. Б. Хмельницького, 51).
Основою колекції педагогічного музею стала колекція зразків учнівських робіт та виробів ремісничого і прикладного призначення, які були представлені свого часу навчальними закладами Київського навчального округу на Нижньогородській виставці. Однак відсутність власного приміщення негативно відбивалася на діяльності музею.
З 1912 роки він розміщується в будівлі столичного Будинку Учителя, розташованому по вулиці Володимирській, 57. Проєкт будови належить відомому українському архітектору Павлу Альошину. Музей являє собою прямокутне спорудження, усередині якого облаштований затишний дворик. Стіни музею виконані з цегли, а зовнішній фасад облицьований рідкісним инкерманским каменем. Центральна частина будівлі прикрашена напівкруглим ризалітом, а різьблений скульптурний фриз розташований по периметру на рівні третього ярусу. До наших днів збереглася чудова чавунна огорожа, виготовлена за ескізами архітектора Олександра Беретті.

### Побудова спеціального приміщення
1 червня 1909 р. попечитель Київського навчального округу П. Зілов звернувся до голови Київського біржового комітету Семена Могилевцева з проханням допомогти народній освіті Києва — побудувати спеціальне приміщення для Педагогічного музею. Могилевцев вніс на будівництво 500 тисяч крб.
З 1910 року в офіційних документах будинок фігурує як Педагогічний музей імені Цесаревича Олексія, бо закладення будівлі музею відбулося 30 липня (12 серпня) 1910 року, у день народження наступника престолу цесаревича Олексія Миколайовича. Будівництво проводилося в 1910—1912 роках за проєктом архітектора Павла Альошина по вул. Володимирській, 57.
28 серпня (10 вересня) 1911 року в присутності прем'єр-міністра Росії Петра Столипіна відбулося урочисте освячення будинку музею. Виготовили невеликий срібний макет Педагогічного музею, на якому було зроблено дарчий напис «Цесаревичу Олексію».
Урочисте відкриття музею відбулось 5 (18) жовтня 1912 року в присутності численних представників педагогічної громадськості. Повідомлення про цю подію з'явились у вітчизняній та зарубіжній пресі, яка зазначала, що він відповідає всім вимогам і є одним із найкращих серед педагогічних музеїв Європи. Крім залів для експозиції, в Педагогічному музеї були педагогічна бібліотека, читальний зал, спеціальні кабінети для демонстрування навчальних посібників і приладів, довідкове бюро, велика аудиторія для проведення масових заходів. Першим директором музею став український педагог-методист Олександр Музиченко.

### Період Української національної революції

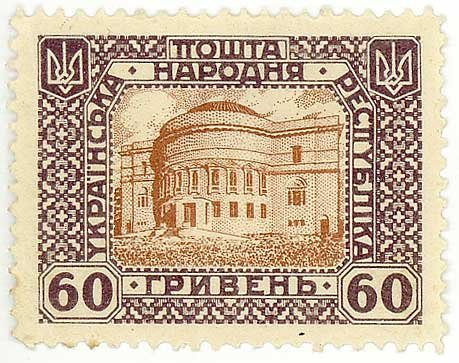
Марка УНР із зображенням будівлі

Після Лютневої революції музей був ліквідований, а у його будівлі розміщувалися Українська Центральна Рада (1917–1918) і Директорія УНР (1918–1919).
У будівлі музею відбувалися урочистості з нагоди відкриття різних освітніх установ, було засновано Педагогічну академію — передвісника Академії педагогічних наук України. У цьому приміщенні було проведено перші два з'їзди вчителів України (весна та осінь 1917 року). Головними питаннями на з'їздах були українізація освіти, створення нових підручників з історії та географії України, української мови; питання розробки нових програм.
Центральна Рада ухвалила закон, за яким державною мовою було оголошено українську, й поставила питання про підготовку вчителів до викладання українською мовою. Йшла війна й Київ неодноразово переходив із рук до рук, отже протягом 3 років музей не мав можливості працювати стабільно. Ідея створити в приміщенні Педагогічного музею «Палац освіти» не була втілена.

### Радянський період

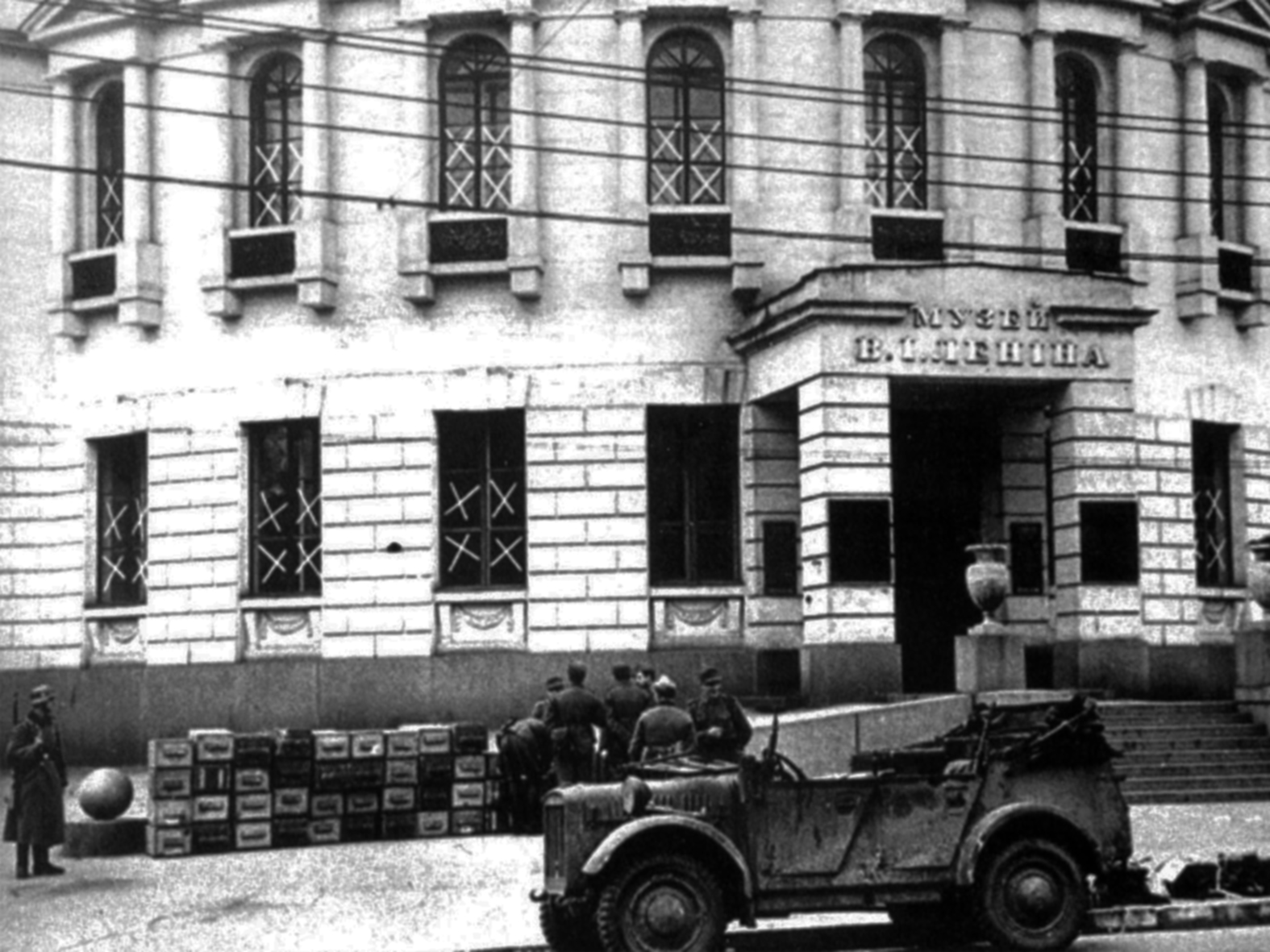
Розмінування Музею Леніна, 22.09.1941

У будівлі містилися різні адміністративні установи (1919–1925), Пролетарський музей (з 1921), Музей революції й історії партії (1925–1938), Київська філія Центрального музею В. І. Леніна (1938–1982). У 1930-х роках під керівництвом Павла Альошина споруду добудували та пристосували для розміщення тут музею В. Леніна, відкритого 1938 року.
1941 — перед відступом радянських військ з міста будинок замінували. Німцям вдалося швидко знайти та знешкодити вибухівку. Під час окупації тут знаходився Музей найдавнішої історії. Археологічну колекцію з Лаври перемістив сюди д-р Грімм з Галле. У 1943–1982 рр. тут знову діяв Музей В. І. Леніна.

Пам'ятник Михайлу Грушевському біля Педагогічного музею

Педагогічний музей був відновлений лише 1977 року в результаті реорганізації Республіканської педагогічної виставки, яка функціонувала з 1948 року. Сучасний музей розміщується у Київському міському будинку учителя на другому поверсі будівлі, займаючи його праве крило.
1982 — після переїзду філії музею Леніна до нової будівлі палац, збудований для Педагогічного музею, віддали київським учителям для Будинку вчителя.
1983 — згідно з Постановою Ради Міністрів УРСР № 172 від 18 квітня 1983 р. в Києві створили Республіканський педагогічний музей у віддані Педагогічного товариства УРСР. Розмістили музей у приміщенні Київського міського Будинку вчителя по вул. Володимирській, 57 на правах оренди. На жаль, тоді не врахували, що цей будинок є пам'яткою архітектури і будувався саме для Педагогічного музею, який діяв на початку XX століття при Київському навчальному окрузі (про що свідчить прикріплений на фасаді будинку знак: цей будинок є пам'яткою архітектури під № 895; на знаку викарбувано: «Педагогічний музей 1911—1913 рр. Охороняється державою. Пошкодження карається законом»). Педагогічний музей повернувся додому, але зайняв у будинку лише кілька кімнат.
У травні 1987 р. відбулась урочисте відкриття оновленої експозиції музею. Вона охоплює період з найдавніших часів до 1945 р. і розповідає музейними засобами про розвиток освіти та педагогічної думки в Україні в означений період.

### Період незалежності України
Постановою Кабінету Міністрів України від 16 червня 1992 р. № 335 «Питання Академії педагогічних наук України» Педагогічний музей передали у функціональне підпорядкування Академії, яка визначає основні напрями його діяльності, здійснює фінансування і кадрове забезпечення. Велику допомогу музею надає відділення загальної педагогіки та філософії освіти Академії педагогічних наук, очолюване академіком О. В. Сухомлинською. Відділення здійснює керівництво, передусім, науково-дослідною та масовою науково-освітньою діяльністю музею.

## Експозиція
У фондах музею зберігається понад 45 тисяч пам'яток історії освіти та культури народів, що населяють територію України з давніх часів до наших днів, серед яких пам'ятки XV—XVII ст.: «Підручник філософії, географії, історії» (1488), «Литовський статут» (1570), «Фразеологічний словник» (1598), «Апостол» (1654), «Хроніка Сарматії Європейської» (XVII ст.), «Євангеліон» (1670), «Октоїх осьмиглавий, рукописний» (XV—XVI ст.), «Ілюстрований географічний атлас», у якому зібрано 100 карт (1699—1777), «Євангеліє учительноє» (1670), «Правила піитическіе» (1705), «Новий синопсис» (1798) та багато інших пам'яток освіти, що свого часу використовувались під час навчання як у братських школах, колегіумах України, так і Києво-Могилянській академії.
Музей також містить колекції підручників, документів, фотознімків, періодичні педагогічні видання, педагогічні посібники XIX—XX ст., матеріали про репресованих учителів, комплекти матеріалів учителів та вчених-педагогів України.